# Edin-Ådahl
Gli Edin-Ådahl erano un gruppo musicale svedese di musica cristiana contemporanea attivo dal 1977 al 1994 e formato dalle coppie di fratelli Bertil e Lasse Edin e Simon e Frank Ådahl.
Hanno rappresentato la Svezia all'Eurovision Song Contest 1990 con il brano Som en vind.

## Carriera
Gli Edin-Ådahl hanno esordito nel 1980 con il loro album eponimo, e hanno continuato a pubblicare dischi sia in svedese che in inglese per il resto del decennio. Hanno ottenuto il loro primo grande riconoscimento nel 1990 con la vittoria all'annuale Melodifestivalen, il programma di selezione del rappresentante eurovisivo svedese, dove hanno presentato l'inedito Som en vind. Hanno potuto così cantare per il loro paese all'Eurovision Song Contest 1990 a Zagabria, dove si sono piazzati al 16º posto su 22 partecipanti con 24 punti totalizzati. Som en vind è stato il loro primo ingresso nella classifica svedese, dove hanno conquistato la 15ª posizione. Tutti e tre i loro album successivi hanno debuttato nella classifica nazionale: Into My Soul (1990) alla 34ª posizione, Reser till kärlek (1991) alla 42ª, e Kosmonaut Gagarins rapport (1992) alla 40ª.

## Discografia

### Album in studio
- 1980 – Edin-Ådahl
- 1982 – Alibi
- 1983 – Maktfaktor/X-Factor
- 1986 – Tecken/Miracle
- 1989 – Big Talk
- 1990 – Into My Soul
- 1991 – Reser till kärlek/Revival
- 1992 – Kosmonaut Gagarins rapport

### Raccolte
- 1994 – Minnen 1980-1992
- 2008 – Komplett
- 2015 – Som en vind: det bästa av Edin-Ådahl 1980-1992

### Singoli
- 1982 – Hjälp dej själv
- 1983 – Bättre och bättre
- 1986 – Heaven
- 1987 – I Know
- 1989 – Missin' You
- 1989 – Big Talk
- 1990 – Som en vind/Like a Wind
- 1990 – Perfect Combination
- 1990 – Heaven (Into My Soul)
- 1990 – Falling
- 1991 – Jag lever (Genom dig)
- 1991 – Reser till kärlek
- 1991 – Ord
- 1991 – Revival
- 1992 – Jag kan inte leva utan dig
- 1992 – Lyft mig upp
- 1993 – Fönstret mot himlen